# Székkutas
Székkutas je vas na Madžarskem, ki upravno spada pod podregijo Hódmezővásárhelyi Županije Csongrád.